# Pindi Bhattian
Pindi Bhattian é uma cidade do Paquistão localizada na província de Punjab.